# レゴランド・ドイツ
レゴランド・ドイツ (LEGOLAND Deutschland  Resort) は、ドイツのバイエルン州、ギュンツブルクにあるおもちゃの「レゴ」を題材としたドイツ国内最大級のテーマパークである。世界で4番目のレゴランド・パークである。

## 概要
レゴランド・ドイツ・リゾートは、ドイツ最大のテーマパークとなっている。
メインのレゴランド・パークの他にシーライフセンター、ウォーターパーク、レゴランド・公式ホテル、商業施設などは、合わせて「レゴランド・ドイツ・リゾート」と呼ばれている。

## テーマエリア
- ミニ・ランド - レゴで出来た建物のスイス、オランダとヴェネツィアなどがある。
- イマジネーション・エリア
- レゴX-トレメ
- リターランド - このエリアは中世の街を再現している。
- アドベンチャーランド - ジャングルをテーマにしたエリア。
- ピラテンの国
- レゴ・シティ

## シーライフセンター
2009年にレゴランド・アトランティス・シーライフセンターが開業した。マーリン・エンターテインメントとレゴ社が管理するこのシーライフセンターは、最初に映画館に潜水艦ダイビングの仮想投影を提供している。
レゴランド・ドイツ・リゾートは次にレゴランド・ビルン・リゾートとレゴランド・カリフォルニア・リゾートとして続いていく。

## ディスカバリーセンター
ドイツ国内にあるレゴランド・ディスカバリー・センターは元々2008年にドイツの街デュースブルクに設置されたが、2013年に隣接するオーバーハウゼンのツェントロに移された。

## レゴランド公式ホテル

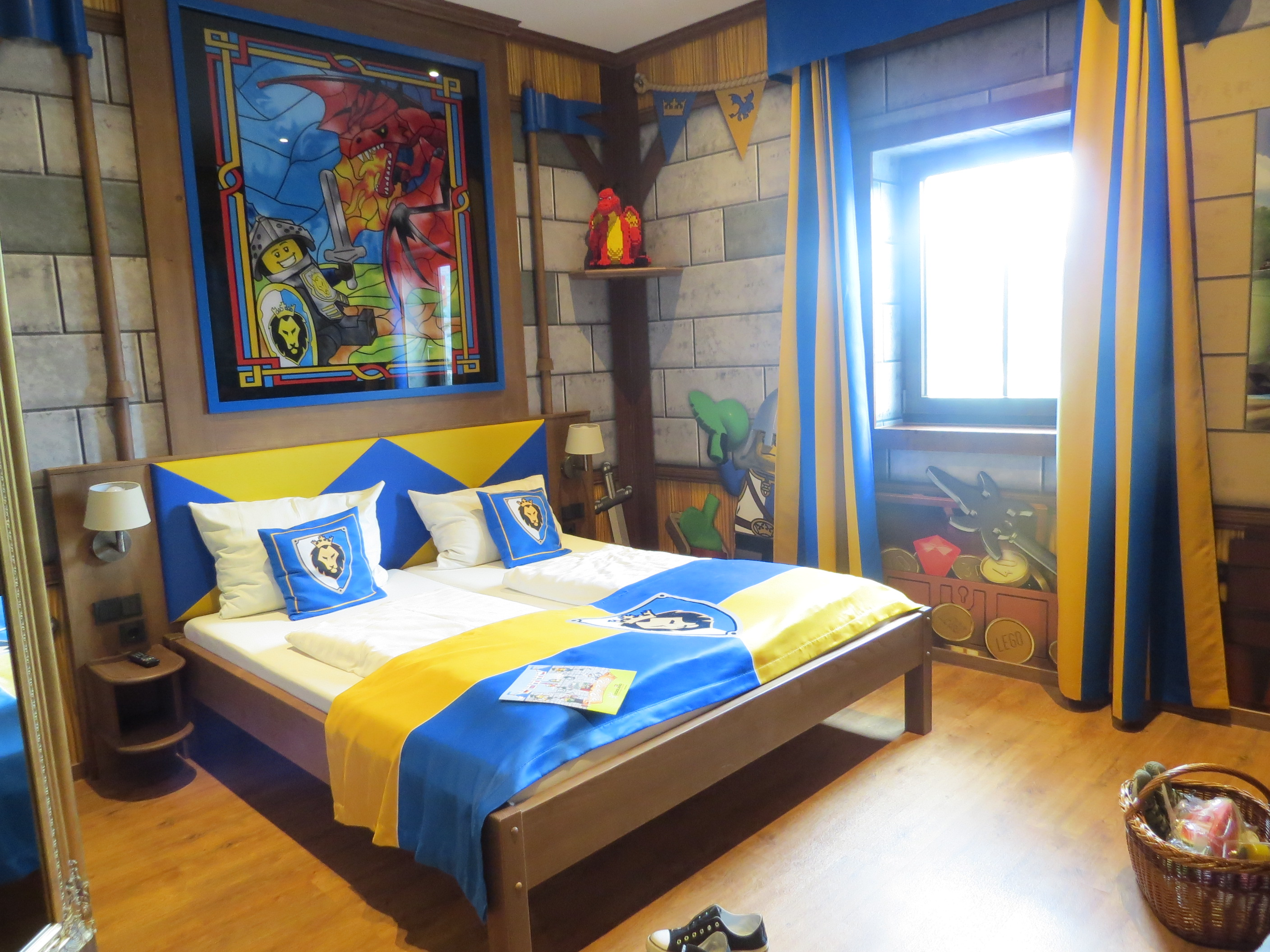
レゴランド・キャッスル・ホテル内の客室

2008年6月以来、来園者達は 8 ha (80,000 m2) ほどのバンガローパークに滞在でき、衛生設備のある200人収容のキャンプ場、中央のレセプションビル、屋内とテラスに250席以上ある大型レストラン、レゴ・ショップ、遊び場のある湖で2つでリゾートホテルで構成されている。
- レゴランド・リゾート・ホテル
- レゴランド・キャッスル・ホテル

## ギャラリー

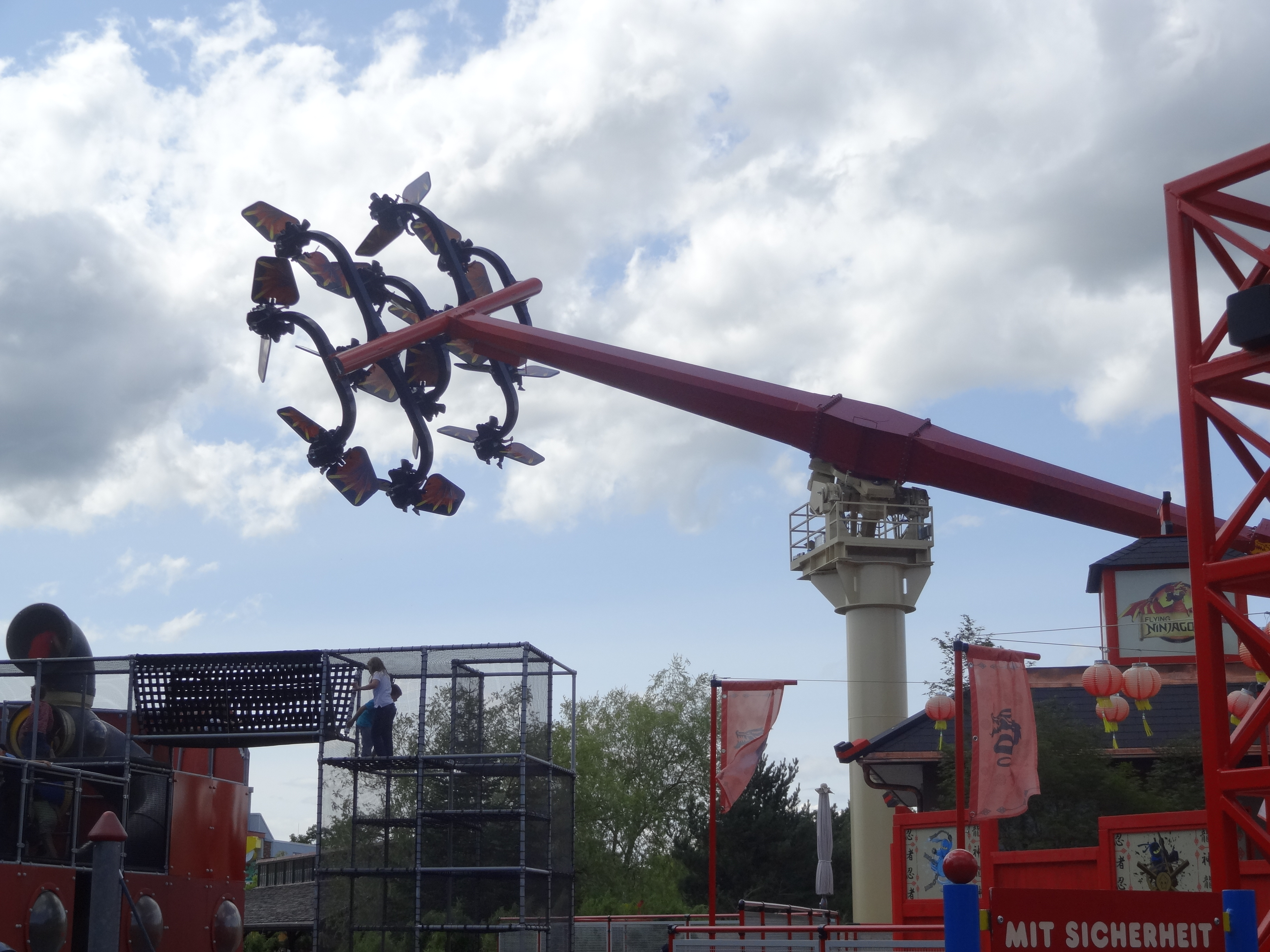
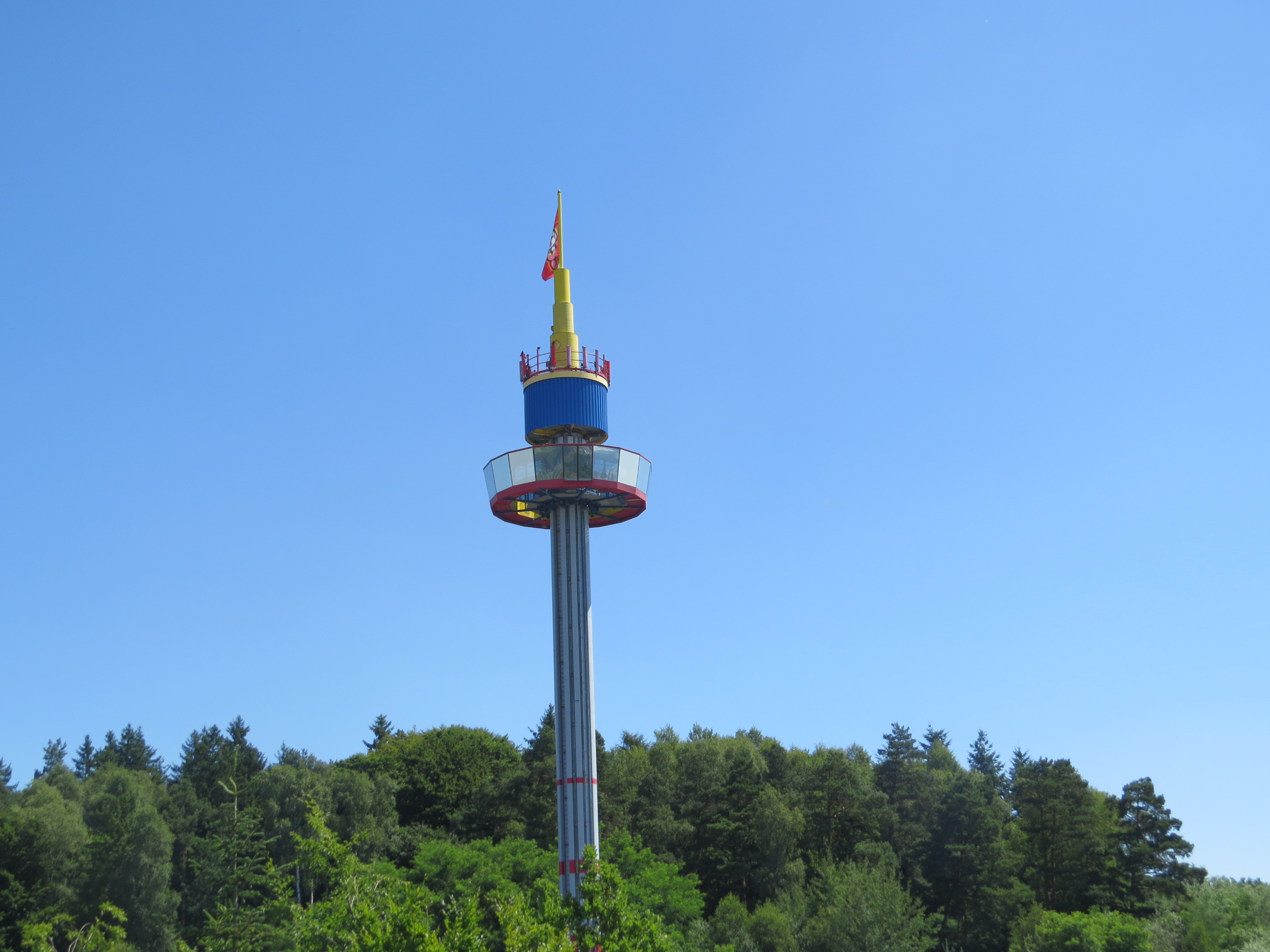
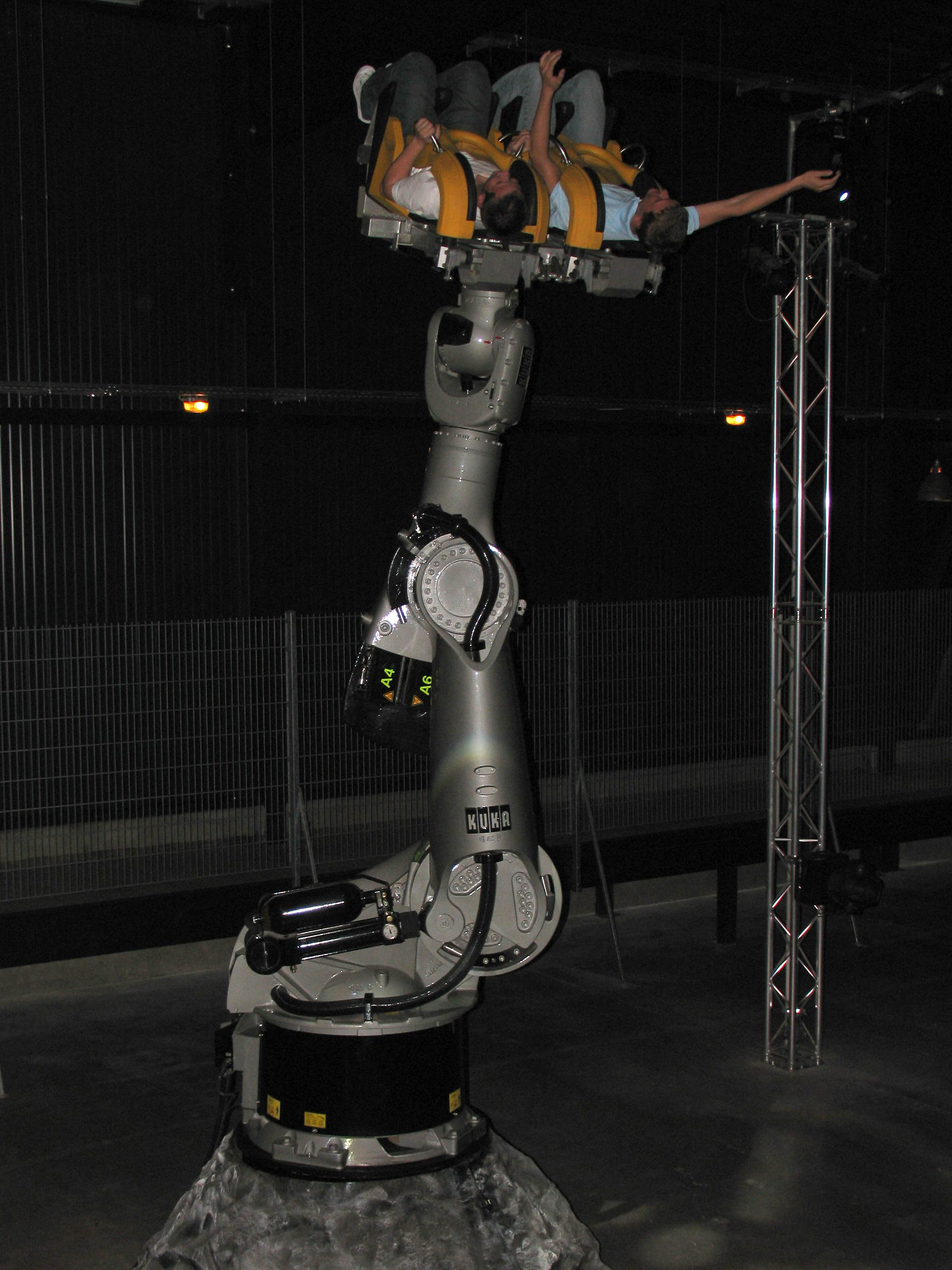
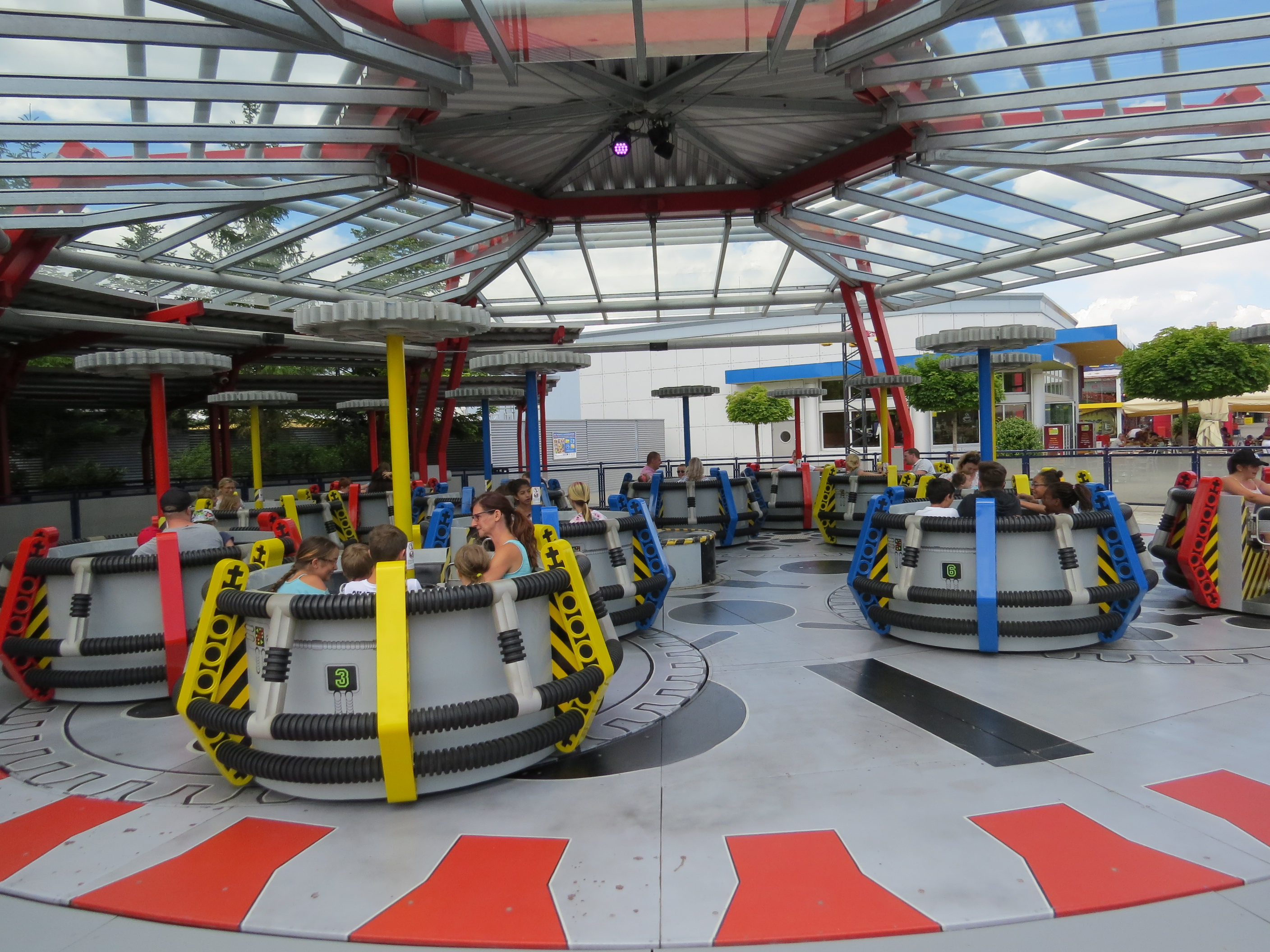
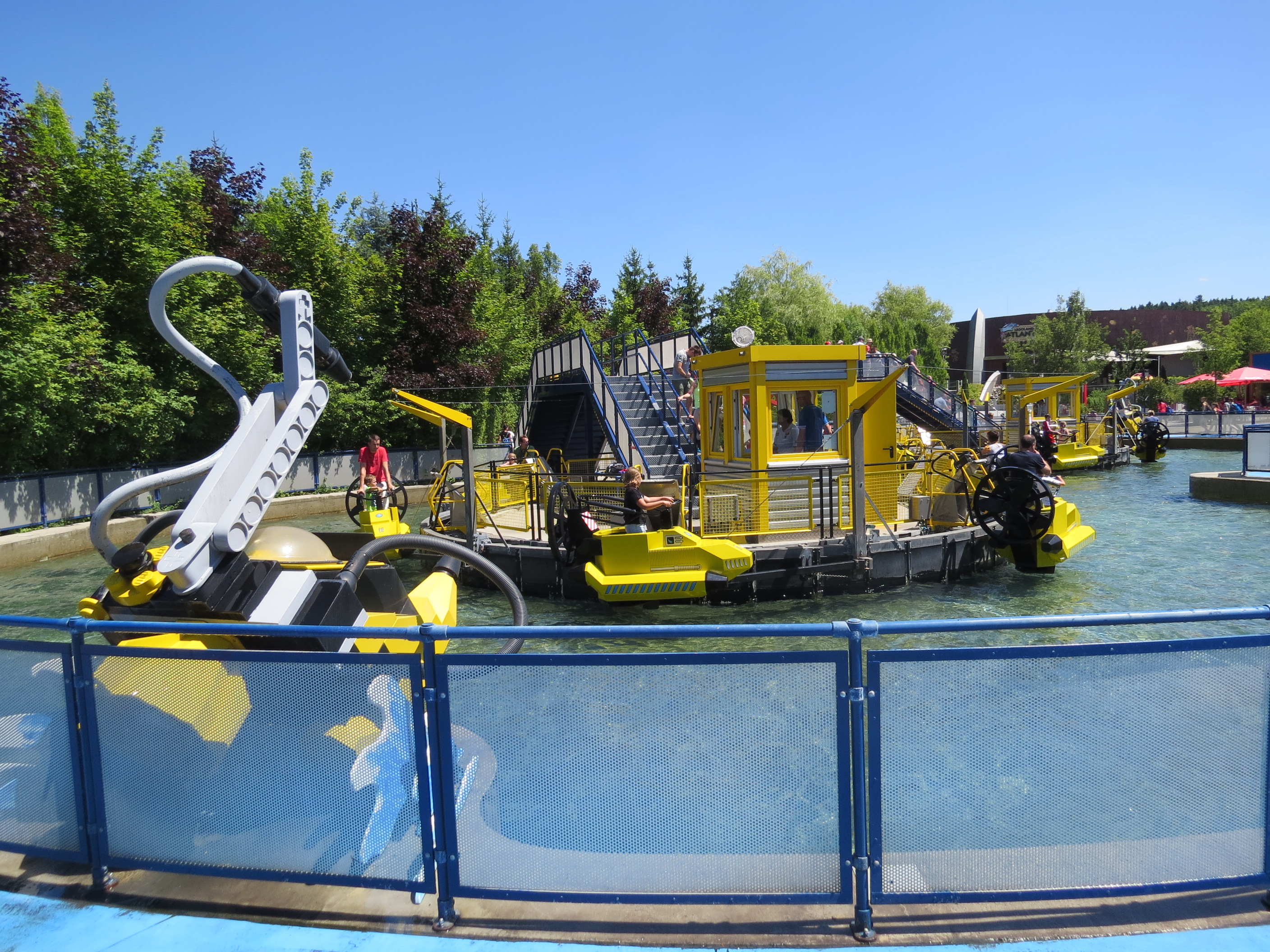
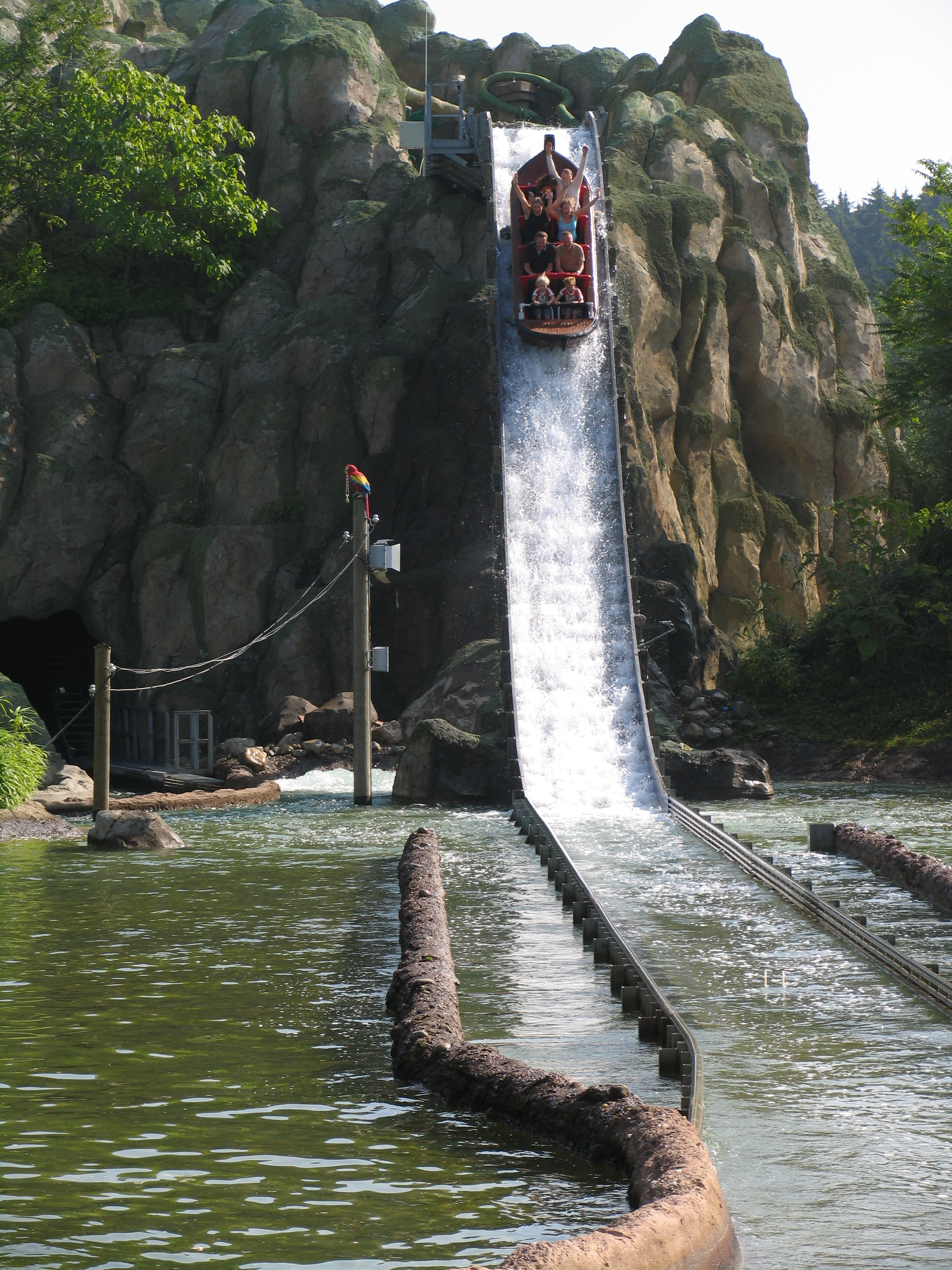